# 平顶山学院
平顶山学院坐落在中國河南省平顶山市新城区白龜山水庫畔，是一所全日制公辦本科院校。

## 历史
2004年5月，中华人民共和国教育部批准在平顶山师范高等专科学校的基础上建立本科层次的平顶山学院。2013年8月，平顶山市卫生学校整体划转并入平顶山学院，成立平顶山学院医学院。